# Phare de Deepwater Shoals
Le phare de Deepwater Shoals (en anglais : Deepwater Shoals Light), était un phare offshore de type screw-pile lighthouse situé sur la James River en amont de Newport News en Virginie. Il a été remplacé, en 1936, par une tourelle en acier.

## Historique
Cette lumière a été érigée en 1855 pour marquer le bord ouest du canal. La glace endommage la lumière l'année suivante et de nouveau en 1867; Dans ce dernier cas, il a fallu reconstruire complètement la lumière. À ce moment, la lumière a été améliorée pour devenir un Fresnel du sixième ordre par rapport à la lumière du mât précédent. Pendant la guerre civile la lumière a été éteinte par les forces confédérées; En 1862, le conseil d'administration du phare a décidé de revenir à Fort Monroe pour le mettre en sécurité.
Le démantèlement a eu lieu en 1936 et la maison a été démolie en 1966. Une tour en acier a été érigée sur l'ancienne fondation en fer. Il est inactif depuis 2017.

Identifiant : ARLHS : USA-220 ; USCG : 2-11780 ; Admiralty : J1475.9 .

### Lien connexe
- Liste des phares en Virginie